# Boris Ivtchenko
Boris Viktorovitch Ivtchenko (en ukrainien : Борис Вікторович Івченко, en russe : Борис Викторович Ивченко), né le 29 janvier 1941 à Zaporijjia (RSS d'Ukraine, Union soviétique) et mort le 28 juin 1990 à Kiev, est un acteur et réalisateur soviétique.

## Biographie
Il naît dans la famille du réalisateur et scénariste Viktor Ivtchenko et de sa première épouse, l'actrice Olga Nojkina. Il est diplômé en 1966 de la faculté de réalisation cinématographique de l'institut d'art théâtral de Kiev, étant l'élève de son père.
En 1966-1990, il travaille comme réalisateur pour le studio Dovjenko de Kiev.
Il est enterré au cimetière Baïkov de Kiev, près de son père. 

## Filmographie

### Acteur
- 1958 : Urgence (Ч. П. — Чрезвычайное происшествие): épisode
- 1960 : La Forteresse sur roues (Крепость на колёсах): épisode
- 1960 : Le Sang humain n'est pas de l'eau (Кровь людская — не водица): le condamné
- 1961 : Dmitro Goritsvit (Дмитро Горицвит): Sazonenko
- 1979 : Babylone XX (Вавилон ХХ): le moine Tchernets

### Réalisateur
- 1968 : Annytchka (ru) (Аннычка)
- 1971 : Olessia (Олеся), d'après la nouvelle éponyme d'Alexandre Kouprine (1898)
- 1972 : La Dépêche disparue (Пропавшая грамота), d'après la nouvelle éponyme de Nicolas Gogol (1831)
- 1973 : Quand l'homme a souri (Когда человек улыбнулся), d'après la roman Le Quatrième tour de Piotr Lebendenko
- 1974 : Marina (Марина), d'après des récits de Boris Lavrenev
- 1976 : La Mémoire de la terre (Память земли), d'après le roman éponyme de Vladimir Fomenko
- 1979 : Sous la constellation des Gémeaux (Под созвездием Близнецов), d'après la nouvelle d'Igor Rossokhovatski
- 1981 : Deux jours en décembre (Два дня в декабре)
- 1982 : Voyage d'étoile (Звёздная командировка)
- 1983 : Soudaine éjection (Внезапный выброс)
- 1989 : Fables à propos d'Ivan (Небылицы про Ивана)

## Distinction
- 1969: Prix de la tour d'or de Bayon[1] au festival international du film de Phnom-Penh (Cambodge), pour le film Annytchka (1968).